# 浅倉弦希
浅倉 弦希（あさくら ゆづき、12月12日 - ）は、日本の女性声優。以前はエーエス企画に所属していた。現在はフリー。東京都多摩市出身。血液型はA型。

## 出演

### テレビアニメ
- グリザイアの果実（2014年、少女、飯田可奈子、幸の母、入巣沙里菜、金田沙彩）
- グリザイアの楽園（2015年、金田沙彩）

### ゲーム
- エスプガルーダII ブラックレーベル（セセリ覚醒後）
- エンド オブ エタニティ（ブティックの店員）
- グリザイアの果実 -LE FRUIT DE LA GRISAIA-（金田沙彩、少女、幸の母）
- 世界ふしぎ発見!DS 伝説のヒトシ君人形を探せ!（ブラックミステリーハンター）
- 怒首領蜂大復活（2008年、シューティ）
- 文明開華葵座異聞録（牛鍋屋店員）
- メタルマックス4 月光のディーヴァ（ラッキーナ）

### ナレーション
- プロフェシオンJS「日本の学校」
- MicroSoftApprication
- 日遊協

### ラジオ
- 東京ネットラジオ「まみあゆ＊たうん」パーソナリティー